# Joseph Blatter
Joseph Sepp Blatter (Visp, 10 de março de 1936) é um economista e dirigente esportivo suíço. Foi presidente da FIFA entre 1998 e 2015.
Em 8 de junho de 1998, durante o 51º Congresso Ordinário da FIFA, em Paris, foi eleito sucessor do brasileiro João Havelange, tornando-se o oitavo presidente da história da entidade. Permaneceu no cargo por cinco mandatos, mas em 2 de junho de 2015, devido a denúncias de corrupção, somente três dias após a reeleição para este 5º mandato, anunciou a convocação de uma assembleia extraordinária para eleger um novo presidente e, no dia 26 de fevereiro de 2016, sai eleito Gianni Infantino.

## Vida
Nasceu em Visp, cantão de Valais, na Suíça. Estudou em Sion, na Suíça, mas antes se formou em administração e economia pela Universidade de Lausanne, em 1959.

### Carreira
Começou a carreira profissional como chefe de relações públicas da Junta de Turismo do Cantão de Valais, região da Suíça, e mais tarde, em 1964, assumiu a Secretaria-Geral da Federação de Hóquei sobre o gelo do seu país. Depois, passou a se dedicar ao jornalismo e às relações públicas nos setores do esporte e da indústria privada. Como diretor de Cronometragem Esportiva e Relações Públicas da Longines S.A., participou da organização dos Jogos Olímpicos Munique 1972 e Montreal 1976, quando teve a sua primeira experiência em eventos esportivos internacionais.
No verão de 1975, já como diretor dos Programas de Desenvolvimento Técnico da FIFA, deu início aos projetos do então presidente João Havelange. Nessa época, começavam a germinar as ideias do brasileiro para as competições e os programas educacionais da entidade. Foi nesse período que surgiram as bases para os torneios sub-17 e sub-20 e também para o futebol feminino e o futsal, atualmente pilares das atividades do órgão máximo do futebol em todo mundo.
Em 1981, o Comitê Executivo da FIFA nomeou-o como secretário-geral da entidade e, em 1990, o promoveu a diretor executivo (CEO). Sob o seu comando, foram realizadas cinco Copas do Mundo: Espanha 1982, México 1986, Itália 1990, Estados Unidos 1994 e França 1998. Nesse período, junto a Havelange, teve um papel preponderante nas negociações dos contratos de televisão e de marketing da Copa do Mundo da FIFA e na modernização do formato comercial do evento até o ano de 2006.
Várias federações nacionais de todos os continentes deram o seu apoio e manifestaram interesse de que Blatter se candidatasse à presidência da FIFA no Congresso da entidade, em 1998. Eleito no fim de março daquele ano, assumiu o segundo mandato em 29 de maio de 2002, durante o Congresso de Seul (Coreia do Sul). No dia 1 de junho de 2011, foi confirmado por aclamação para o quarto período no cargo. Em 29 de maio de 2015, assumiu o seu 5° mandato, vencendo o príncipe da Jordânia, Ali bin Al-Hussein, por 136 votos a 73. Em 2 de junho, anunciou a convocação de uma assembleia extraordinária, entre dezembro de 2015 e março de 2016, para eleger um novo presidente e, até lá, permanecerá no cargo, mas não participará da nova disputa.
Uma investigação interna da FIFA, conduzida pelo escritório de advocacia Quinn Emanuel, divulgou que o ex-presidente Joseph Blatter e mais dois altos funcionários da entidade fizeram um esforço condenado para se enriquecer com mais de 79 milhões de francos suíços (R$ 286 milhões).

## Prêmios
- Ordem do Wissam Alauíta (Marrocos).[6]
- Ordem do Sol Nascente (Japão), 2009.[6]